# Grand Prix-wegrace van Zweden 1976
De Grand Prix-wegrace van Zweden 1976 was de achtste race van het wereldkampioenschap wegrace-seizoen 1976. De races werden verreden op 25 juli 1976 op de Scandinavian Raceway ten zuidwesten van Anderstorp (Jönköpings län). In deze Grand Prix werden de wereldtitels in de 125cc-klasse en de 500cc-klasse beslist.

## Algemeen
Hoewel de organistoren intussen verplicht waren de beste 15 best geklasseerde rijders van het afgelopen jaar en de eerste 5 van het lopende jaar een start te geven, bleven coureurs klagen over de willekeur waarmee starts werden "geschonken" aan lokale rijders. Vooral in Zweden reden veel onbekende Scandinaviërs mee, terwijl toprijders als Patrick Fernandez, Christian Estrosi en Philippe Coulon geen start kregen. Estrosi en Coulon konden alsnog starten, omdat hun sponsoren Esso en ELF andere rijders dwongen hun startrecht af te staan. De Grand Prix van Zweden begon met een rijdersstaking van de 250cc-klasse. De coureurs wilden slicks gebruiken, maar de organisatie verbood dat. Volgens de FIM-reglementen waren slicks vanaf 350 cc toegestaan, maar de andere organisatoren deden er niet moeilijk over. De Zweden volgden het reglement en de coureurs werden dan ook in ongelijk gesteld. Een aantal topcoureurs kwam niet eens naar Zweden: Giacomo Agostini vond het startgeld te laag, Johnny Cecotto concentreerde zich op de 350cc-klasse (die niet op het programma stond), en Michel Rougerie had een ernstig auto-ongeluk gehad.

## 500 cc
Nu Phil Read zich uit het wereldkampioenschap had teruggetrokken kreeg Teuvo Länsivuori van het Life Racing Team zijn Suzuki's. Daar trainde hij in Zweden meteen als snelste mee. Wil Hartog en Tom Herron stonden enkele startrijen achter hem, maar hadden samen de snelste start, maar na enkele ronden nam Länsivuori de leiding over. Veel coureurs vielen door pech uit, maar Barry Sheene won de 500cc-klasse en werd daardoor ook wereldkampioen. Jack Findlay en Chas Mortimer passeerden Länsivuori toen die problemen kreeg met zijn swingarm en werden tweede en derde in de race. Alex George werd zesde, maar kreeg een tijdstraf omdat hij een valse start had gehad.

### Uitslag 500 cc
| Pos | Coureur             | Merk      | Tijd                 | Punten               |
| --- | ------------------- | --------- | -------------------- | -------------------- |
| 1   | Barry Sheene        | Suzuki    | 48' 20" 735          | 15                   |
| 2   | Jack Findlay        | Suzuki    | +34" 178             | 12                   |
| 3   | Chas Mortimer       | Suzuki    | +34" 232             | 10                   |
| 4   | Teuvo Länsivuori    | Suzuki    | +34" 869             | 8                    |
| 5   | Stu Avant           | Suzuki    | +35" 938             | 6                    |
| 6   | Philippe Coulon     | Suzuki    | +37" 350             | 5                    |
| 7   | Víctor Palomo       | Yamaha    | +46" 690             | 4                    |
| 8   | Karl Auer           | Yamaha    | +46" 743             | 3                    |
| 9   | Tom Herron          | Yamaha    | +1' 16" 116          | 2                    |
| 10  | John Newbold        | Suzuki    | +1' 27" 686          | 1                    |
| 11  | Alex George         | Suzuki    | +1' 37" 841          |                      |
| 12  | Marcel Ankoné       | Suzuki    | +1' 41" 837          |                      |
| 13  | Jean-François Baldé | Yamaha    | +1' 43" 146          |                      |
| 14  | Kaj Jensen          | Yamaha    | +1 ronde             |                      |
| 15  | Marco Lucchinelli   | Suzuki    | +1 ronde             |                      |
| 16  | Bo Granath          | Husqvarna | +1 ronde             |                      |
| 17  | Goran Alden         | Suzuki    | +2 ronden            |                      |
| DNF | Marco Lucchinelli   | Suzuki    |                      |                      |
| DNF | Wil Hartog          | Suzuki    | vastloper            |                      |
| DNF | Dieter Braun        | Suzuki    | remmen               |                      |
| DNF | Pat Hennen          | Suzuki    | ontsteking           |                      |
| DNF | Johnny Bengtsson    | Suzuki    |                      |                      |
| DNF | Gérard Choukroun    | Yamaha    |                      |                      |
| DNF | Patrick Pons        | Yamaha    |                      |                      |
| DNF | Bruno Kneubühler    | Yamaha    |                      |                      |
| DNF | Christian Estrosi   | Suzuki    |                      |                      |
| DNF | Pentti Korhonen     | Yamaha    |                      |                      |
| DNF | Peter Sjöström      | Yamaha    |                      |                      |
| DNF | Svend Andersson     | Yamaha    |                      |                      |
| DNF | Eero Hyvärinen      | Yamaha    |                      |                      |
| DNS | Giacomo Agostini    | Suzuki    | startgeld            |                      |
| DNS | Johnny Cecotto      | Yamaha    | startgeld            |                      |
| DNS | John Williams       | Suzuki    | blessure             |                      |
| DNS | Kjell Solberg       | Yamaha    | blessure             |                      |
| DNS | Helmut Kassner      | Suzuki    | geen startvergunning | geen startvergunning |
| DNS | Patrick Fernandez   | Yamaha    | geen startvergunning | geen startvergunning |
| DNS | Rob Bron            | Yamaha    | geen startvergunning | geen startvergunning |
| DNS | Boet van Dulmen     | Yamaha    | geen startvergunning | geen startvergunning |

## 250 cc
Bij de start van de Zweedse Grand Prix had Walter Villa al vier van de zes races gewonnen, maar Takazumi Katayama had ook behoorlijk wat punten gehaald en de titel was nog niet beslist. Villa startte echter slecht, stopte om bougies te laten vervangen, reed weer verder maar staakte de strijd toen hij inzag dat hij geen punten kon scoren. Paolo Pileri en Takazumi Katayama reden vanaf de start meteen weg van derde man Pentti Korhonen en pas daarachter zat een grote groep die hevig in gevecht was. Pileri moest Katayama laten gaan toen een van zijn zuigers defect raakte. Door zijn overwinning had Katayama nu zelfs 1 punt meer dan Walter Villa. In de laatste ronde wist Dieter Braun de tweede plaats af te nemen van Gianfranco Bonera.

### Uitslag 250 cc
| Pos | Coureur             | Merk            | Tijd        | Punten |
| --- | ------------------- | --------------- | ----------- | ------ |
| 1   | Takazumi Katayama   | Yamaha          | 50' 30" 009 | 15     |
| 2   | Dieter Braun        | Yamaha          | +9" 139     | 12     |
| 3   | Gianfranco Bonera   | Harley-Davidson | +9" 492     | 10     |
| 4   | Pentti Korhonen     | Yamaha          | +11" 776    | 8      |
| 5   | Chas Mortimer       | Maxton-Yamaha   | +12" 058    | 6      |
| 6   | Tom Herron          | Yamaha          | +21" 527    | 5      |
| 7   | Bruno Kneubühler    | Yamaha          | +21" 839    | 4      |
| 8   | Leif Gustafsson     | Yamaha          | +28" 551    | 3      |
| 9   | Tapio Virtanen      | MZ              | +48" 142    | 2      |
| 10  | Patrick Pons        | Yamaha          | +53" 558    | 1      |
| 11  | Jon Ekerold         | Yamaha          | +58" 790    |        |
| 12  | Henk van Kessel     | Yamaha          | +1' 01" 077 |        |
| 13  | Kjell Solberg       | Yamaha          | +1' 10" 870 |        |
| 14  | Pekka Nurmi         | Yamaha          | +1' 12" 077 |        |
| 15  | Alf Graarud         | Yamaha          | +1' 12" 961 |        |
| 16  | Bo Granath          | Yamaha          | +1' 28" 767 |        |
| 17  | Ken Nemoto          | Yamaha          | +1 ronde    |        |
| 18  | Sture Smith         | SVH-Yamsel      | +1 ronde    |        |
| DNF | Walter Villa        | Harley-Davidson | opgave      |        |
| DNF | Paolo Pileri        | Morbidelli      | zuiger      |        |
| DNF | Víctor Palomo       | Yamaha          | val         |        |
| DNF | Olivier Chevallier  | Yamaha          |             |        |
| DNF | Erik Andersson      | Yamaha          |             |        |
| DNF | John Dodds          | Yamaha          |             |        |
| DNF | Hans Müller         | Yamaha          |             |        |
| DNF | Hans Hallberg       | Yamaha          |             |        |
| DNF | Johnny Bengtsson    | Yamaha          |             |        |
| DNF | Roland Nilsson      | Yamaha          |             |        |
| DNF | Gérard Choukroun    | Yamaha          |             |        |
| DNF | Jean-François Baldé | Yamaha          |             |        |

## 125 cc
Ángel Nieto moest vanaf het podium van de 50cc-race, die hij gewonnen had, in Zweden meteen op zijn 125cc-Bultaco stappen om Pier Paolo Bianchi van de overwinning af te houden. Dat lukte niet. Bianchi reed voor de wereldtitel en liep steeds verder weg. Nieto was wel sneller dan Paolo Pileri, die op zijn beurt weer ingelopen werd door de vechtende Henk van Kessel en Leif Gustafsson. Aan de kop was er weinig strijd, tot van Kessel's Condor slecht begon te lopen en Gustafsson de aanval op Pileri kon inzetten. Hij wist hem zelfs te passeren, maar tegen het einde pakte Pileri toch de derde plaats. Pier Paolo Bianchi won en werd wereldkampioen 125 cc.

### Uitslag 125 cc
| Pos | Coureur                | Merk            | Tijd        | Punten      |
| --- | ---------------------- | --------------- | ----------- | ----------- |
| 1   | Pier Paolo Bianchi     | Morbidelli      | 48' 33" 424 | 15          |
| 2   | Ángel Nieto            | Bultaco         | +25" 720    | 12          |
| 3   | Paolo Pileri           | Morbidelli      | +38" 692    | 10          |
| 4   | Leif Gustafsson        | Yamaha          | +38" 743    | 8           |
| 5   | Henk van Kessel        | Condor          | +51" 714    | 6           |
| 6   | Gert Bender            | Bender          | +1' 21" 724 | 5           |
| 7   | Jean-Louis Guignabodet | Morbidelli      | +1 ronde    | 4           |
| 8   | Per-Edvard Carlson     | Morbidelli      | +1 ronde    | 3           |
| 9   | Matti Kinnunen         | Maico           | +1 ronde    | 2           |
| 10  | Lennart Lindell        | Morbidelli      | +1 ronde    | 1           |
| 11  | Johnny Svensson        | Bastard         | +1 ronde    |             |
| 12  | Roland Olsson          | Syntema         | +1 ronde    |             |
| 13  | Rolf Blatter           | Maico           | +1 ronde    |             |
| 14  | Hans-Jürgen Hummel     | Morbidelli      | +2 ronden   |             |
| 15  | Goran Alden            | Maico           | +2 ronden   |             |
| 16  | Jan Bäckström          | Maico           | +2 ronden   |             |
| 17  | Ulrich Graf            | Yamaha          | +2 ronden   |             |
| 18  | Steen Ahrentzen        | Maico           | +3 ronden   |             |
| 19  | Julien van Zeebroeck   | Morbidelli      | +6 ronden   |             |
| DNF | Hans Müller            | Yamaha          | val         |             |
| DNF | Hans Hallberg          | Yamaha          |             |             |
| DNF | Xaver Tschannen        | Harley-Davidson | val         |             |
| DNS | Stefan Dörflinger      | Morbidelli      | geblesseerd | geblesseerd |

## 50 cc
In Zweden verknoeide Herbert Rittberger zijn start, terwijl Ángel Nieto en Ulrich Graf ervandoor konden gaan. Ze liepen steeds verder weg van Eugenio Lazzarini die derde was. Na vier ronden had Nieto nog maar vijf versnellingen over, maar hij wist in de laatste ronde Graf toch nog te passeren.

### Uitslag 50 cc
| Pos | Coureur              | Merk              | Tijd        | Punten |
| --- | -------------------- | ----------------- | ----------- | ------ |
| 1   | Ángel Nieto          | Bultaco           | 32' 09" 392 | 15     |
| 2   | Ulrich Graf          | Kreidler          | +1" 023     | 12     |
| 3   | Eugenio Lazzarini    | UFO-Morbidelli    | +15" 115    | 10     |
| 4   | Herbert Rittberger   | Van Veen-Kreidler | +47" 953    | 8      |
| 5   | Hans-Jürgen Hummel   | Kreidler          | +59" 045    | 6      |
| 6   | Robert Lavér         | Kreidler          | +1' 06" 495 | 5      |
| 7   | Engelbert Kip        | Kreidler          | +1' 15" 410 | 4      |
| 8   | Gerrit Strikker      | Kreidler          | +1' 17" 839 | 3      |
| 9   | Theo Timmer          | Kreidler          | +1' 22" 639 | 2      |
| 10  | Rolf Blatter         | Kreidler          | +1' 27" 531 | 1      |
| 11  | Aldo Pero            | Kreidler          | +1 ronde    |        |
| 12  | Günter Schirnhofer   | Kreidler          | +1 ronde    |        |
| 13  | Ove Skifjeld         | Kreidler          | +1 ronde    |        |
| 14  | Janos Meszaros       | Kreidler          | +1 ronde    |        |
| DNF | Cees van Dongen      | Kreidler          |             |        |
| DNF | Stefan Dörflinger    | Kreidler          | val         |        |
| DNF | Rudolf Kunz          | Kreidler          |             |        |
| DNF | Julien van Zeebroeck | Kreidler          |             |        |

1930 · 1931 · 1932 · 1933 · 1934 · 1935 · 1936 · 1937 · 1939 · 1949 · 1950 · 1951 · 1952 · 1953 · 1954 · 1955 · 1956 · 1957 · 1958 · 1959 · 1961 · 1970 · 1971 · 1972 · 1973 · 1974 · 1975 · 1976 · 1977 · 1978 · 1979 · 1981 · 1982 · 1983 · 1984 · 1985 · 1986 · 1987 · 1988 · 1989 · 1990